# Olimpias II z Epiru
Olimpias II (gr.: Ỏλυμπιάς, Olympiás) (zm. ok. 234 p.n.e.) – królowa Epiru, regentka Epiru w latach ok. 255-240 p.n.e., córka króla Epiru Pyrrusa I i królowej Antygony, córki Filipa i Bereniki, późniejszej małżonki króla Egiptu Ptolemeusza I Sotera.  
Poślubiła brata przyrodniego Aleksandra II, syna Pyrrusa i Lanassy, córki Agatoklesa, króla Syrakuz (Sycylia). Małżeństwo te zostało zawarte zgodnie ze starożytnym prawem greckim. Rodzeństwo pochodzące od wspólnego ojca mogło zawrzeć związek małżeński. Nie mogli natomiast wziąć ślubu brat i siostra zrodzeni z tej samej matki. Olimpias miała z nim troje dzieci: dwóch synów, przyszłych królów Epiru, Pyrrusa i Ptolemeusza oraz córkę Ftię. Ok. r. 255 p.n.e., po śmierci męża, Olimpias II objęła, jako regentka, władzę nad Epirem w imieniu swych niepełnoletnich synów.  By się wzmocnić przed Etolami, wydała swą córkę Ftię, zwaną Chryzeis („Złota”), za mąż za króla Macedonii Demetriuszowi II przed r. 239 p.n.e. Dzięki temu przymierzu doszło do wspólnej walki Epirotów i Macedończyków przeciw Etolom, którzy zagarnęli część Akarnanii należącą do Epiru. Obie strony nie przebierały w środkach, stosując taktykę łupieżczą, ale bez rezultatu. Wówczas Olimpias zwróciła się o pomoc do Hierona II, króla Syrakuz. Ten dał jej oddział najemników celtyckich. Syrakuzy bowiem były dłużnikiem Pyrrusa. 
Ok. r. 240 p.n.e. Olimpias postanowiła przekazać starszemu synowi władzę nad Epirem, gdy ten doszedł do wieku męskiego. Pyrrus II jednak niebawem zmarł, przekazując władzę młodszemu bratu Ptolemeuszowi. Ten niezbyt długo cieszył się rządami, ponieważ poległ w bitwie lub został zamordowany ok. r. 234 p.n.e. Olimpias cierpiąc z powodu utraty synów, zmarła z żalu. Ostatnimi potomkami dynastii Ajakidów pozostały kobiety, Ftia, córka Olimpias, oraz dwie córki Pyrrusa II: Nereida, żona Gelona, syna króla syrakuzańskiego Hierona II, oraz Dejdamia, ostatnia władczyni Epiru.